# William Shaler
William Shaler (1773 - 29 de marzo de 1833) fue un alto funcionario del gobierno americano que sirvió como diplomático y agente confidencial en varios países del extranjero, incluyendo México, (entonces parte del Virreinato de la Nueva España), Cuba y Argelia.

## Vida y carrera
William Shaler nació en Bridgeport, Connecticut en 1773. Su madre Sibbel Warner Shaler murió cuando él tenía ocho años de edad, y su padre, Timothy, un veterano de la Revolución Americana murió cuando William tenía 12. La herencia de Timothy Shaler fue malversada o mal administrada, dejando a William, dos hermanos y una hermana en la necesidad de valerse por sí mismos.
Shaler fue aprendiz en Phoenix, Ingraham & Nixen, una firma mercantil de Nueva York, donde aprendió contabilidad y otras habilidades de negocios. Luego se convirtió en un agente comercial para la firma, navegando a Francia y comenzó a supervisar la adquisición y envío de mercancías para su venta en los Estados Unidos. Shaler aprendió a hablar francés, y comenzó un período de estudio autodidacta dedicado a compensar su falta de educación formal.
Shaler posteriormente trabajó como capitán, al mando de buques mercantes que navegaban alrededor del mundo. En 1803, siendo capitán del barco Leila Bird, durante un largo viaje por el Pacífico, su tripulación y él se vieron obligados a cambiar de dirección para salir de una zona que hoy en día comprende la bahía de San Diego, entonces jurisdicción de la Alta California, Nueva España, tras una disputa con el gobernador español local. Esta fue una de las primeras visitas a California por un estadounidense. La descripción de Shaler sobre California fue generalmente conocida y dio lugar a un aumento de los viajes de estadounidenses para comerciar con la Alta California.
En 1810, Shaler, amigo del Secretario de Estado Robert Smith, fue nombrado por el Presidente James Madison como agente confidencial y fue enviado a México (Nueva España) para observar las actividades en Veracruz referentes al movimiento de insurgencia para independizarse del dominio español. Sin embargo, en el intento de llegar a México a través de Cuba, fue acusado de colaborar como espía en favor de los opositores del gobierno español en La Habana y fue detenido. En 1811 se dirigió a Luisiana, donde entró en contacto con Bernardo Gutiérrez de Lara. Shaler aconsejó a Gutiérrez, mientras que reclutó a un ejército de estadounidenses para luchar contra los realistas en México. Shaler viajó a Tejas con Gutiérrez en 1813, integrando la llamada Expedición de Gutiérrez-Magee, que tenía como objetivo la proclamación de la independencia de Texas.
Durante las negociaciones para poner fin a la Guerra de 1812, que culminaron en el Tratado de Gante, Shaler fue nombrado Secretario de la Delegación de la Paz de EE. UU. Sus esfuerzos fueron considerados ineficaces, sobre todo porque entabló amistad con Jonathan Russell y Henry Clay, lo que provocó la desconfianza de John Quincy Adams.
Desde 1815 hasta 1828 se desempeñó como Cónsul de EE.UU en Argelia. Al principio de su misión, participó con William Bainbridge y Stephen Decatur en una misión de paz para poner fin a la Segunda Guerra Berberisca.
En 1825, Shaler fue elegido miembro de la Sociedad Filosófica Americana. En 1828 recibió el grado de maestro honorario de la Universidad de Princeton.
Shaler fue nombrado cónsul de EE. UU. en La Habana en 1829, donde sirvió hasta su muerte, producida a causa de una epidemia de cólera, el 29 de marzo de 1833. Según informes publicados, esta epidemia se tradujo en más de 14.000 muertes. Según el amigo de Shaler y Vicecónsul, Richard J. Cleveland, debido a que muchas personas estaban muriendo tan rápidamente las autoridades de Cuba abandonaron los procedimientos habituales para los funerales y entierros, optando por entierros masivos. Cleveland pudo interceder, reclamando los restos de Shaler y enterrándolos en el Cementerio Inglés en La Chorrera, que estaba entonces a unos pocos kilómetros al este de La Habana, y que ahora es un barrio de la ciudad.  William Shaler nunca se casó ni tuvo hijos.

## Obras publicadas
- Journal of a Voyage Between China and the North-Western Coast of America, Made in 1804, 1808.
- Communication on the Language, Manners, and Customs of the Berbers, 1824.
- Sketches of Algiers, 1826.